# Spoortunnel (Hoge Bergse Bos)
De Spoortunnel is een kunstobject in het Hoge Bergse Bos tussen Bergschenhoek en Rotte, Zuid-Holland, Nederland. Het werk van kunstenaar Marcel Kronenburg is gesitueerd op de Tussenbult, een van de drie heuvels waaronder bouw- en sloopafval is geborgen. De heuvel werd in 2007 opgeleverd en maakt straks kortere verbindingen mogelijk tussen het klimgedeelte en het skicentrum van het recreatiepark.